# Vidovac Cesarički
Vidovac Cesarički – wieś w Chorwacji, w żupanii licko-seńskiej, w gminie Karlobag. W 2011 roku liczyła 56 mieszkańców.